# Левицке
Леви́цке (пол. Lewickie) — деревня в Белостокском повете Подляского воеводства Польши. Входит в состав гмины Юхновец-Косьцельны. Находится на реке Неводнице примерно в 10 км к югу от центра города Белостока. По данным переписи 2011 года, в деревне проживало 350 человек.
Впервые упоминается в 1540 году. В деревне есть руины дворца XIX века и усадебный парк.